# Horst Henschel
Horst Henschel (* 17. Januar 1899 in Meerane; † Januar 1945 in Rumänien) war ein Heimatforscher des westlichen Erzgebirges, der sich u. a. auch mit Mundartforschung beschäftigte und mehrere Sachbücher publizierte. 

## Leben
Er war der Sohn des aus Schwarzenberg stammenden Robert Friedrich Henschel. Sein Vater starb zwei Jahre nach der Geburt des Sohnes 1901 in Geyer.
Beruflich war er als Volksschullehrer zunächst in Schwarzenberg und nach seiner Versetzung zum Schuljahreswechsel 1935 in Annaberg tätig. Unmittelbar nach der Lockerung der Mitglieder-Aufnahmesperre der NSDAP beantragte er am 3. Mai 1937 die Aufnahme in die NSDAP und wurde rückwirkend zum 1. Mai desselben Jahres aufgenommen (Mitgliedsnummer 5.794.161).

## Werke (Auswahl)
- Der Prinzenraub am 7. Juli des Jahres 1455. Aus Berichten von Zeitgenossen, Chroniken und sonstigen Abhandlungen. Schwarzenberg i. Sa., 1922
- Horst Henschel und Ehrhard Friedrich: Elisabeth Rethberg, ihr Leben und Künstlertum. Schwarzenberg: Städt. Geschichtsverein, 1928
- Hochwasser-Katastrophe im Schwarzwassertal 6. Juli 1931. Schwarzenberg/Sachsen: Rat der Stadt, 1931
- Führer durch Schwarzenberg, die Perle des Erzgebirges. Schwarzenberg: Schwarzenberger Buchhandlung, 1932
- Das Weihnachtslied der Erzgebirger. In: Mitteldeutsche Blätter für Volkskunde, 1936, S. 81–86
- Singendes Land. 400 Mundartlieder aus der Erzgebirge. Leipzig: Hofmeister, 1939
- Vom silbernen Erzgebirge. Kreis Annaberg, Bd. II, Schwarzenberg, 1939 (Schriftleitung)